# Folmar V
Folmar V († 1145), comte de Metz et de Hombourg, est comte d’Eguisheim, de Dabo, de Moha et en Nordgau.

## Histoire
Folmar V est le fils de Folmar IV, comte épiscopal de Metz.
Il a épousé Mathilde de Dagsbourg, fille d’Albert Ier de Dabo (Dagsburg en allemand), comte d’Eguisheim, de Dabo, de Moha et en Nordgau.
Avant 1120, Folmar V fit construire près de Marsal un château qui menaçait le commerce local du sel. Ce château fut détruit par l'évêque de Metz Etienne de Bar.
Après le décès de Folmar V survenu vers 1145, sa veuve fonda à proximité l’abbaye de Salival.

## Sources
- Gérard Giuliato, Les premiers châteaux dans le pays du sel en Lorraine (Xe – XIIe siècle), Habitats princiers et seigneuriaux en Lorraine médiévale, PUN - Editions Universitaires de Lorraine, pp.37-60, 2009, 978-2-86480-985-2. ffhal-02474344.